# 2016-os rostocki műugró-Grand Prix-verseny
A Nemzetközi Úszószövetség (FINA) 2016-ban a 22. alkalommal rendezte meg január 29. és január 31. között a műugró-Grand Prix-versenysorozatot, melynek második állomása a németországi Rostock volt, egy időben a Német Úszószövetség által szervezett 61. nemzetközi műugró versennyel.

## Eredmények

### Éremtáblázat
| #        | nemzet        | arany | ezüst | bronz | összesen |
| 1        | Kína          | 6     | 1     | 2     | 9        |
| 2        | Kanada        | 1     | 3     | 3     | 7        |
| 3        | Németország   | 1     | 2     | 1     | 4        |
| 4        | Franciaország | 0     | 1     | 1     | 2        |
| 5        | Hollandia     | 0     | 1     | 0     | 1        |
| 6        | Magyarország  | 0     | 0     | 1     | 1        |
| összesen | összesen      | 8     | 8     | 8     | 24       |

### Éremszerzők
| versenyszám   | arany                                                   | ezüst                             | bronz                           |
| férfiak       |                                                         |                                   |                                 |
| 3 m           | Patrick Hausding                                        | Peng Csien-feng (Peng Jianfeng)   | Philippe Gagné                  |
| 3 m szinkron  | François Imbeau-Dulac / Philippe Gagné                  | Stephan Feck / Patrick Hausding   | Antoine Catel / Matthieu Rosset |
| 10 m          | Jang Csien (Yang Jian)                                  | Benjamin Auffret                  | Vincent Riendeau                |
| 10 m szinkron | Hszü Cö-vej (Xu Zewei) / Taj Hsziao-hu (Tai Xiaohu)     | Philippe Gagné / Vincent Riendeau | Timo Barthel / Dominik Stein    |
| nők           |                                                         |                                   |                                 |
| 3 m           | Ho Hsziao-csie (He Xiaojie)                             | Jennifer Abel                     | Csen Ji-ven (Chen Yiwen)        |
| 3 m szinkron  | Ho Hsziao-csie (He Xiaojie) / Csen Csia-jü (Chen Jiayu) | Uschi Freitag / Inge Jansen       | Pamela Ware / Jennifer Abel     |
| 10 m          | Ting Ja-jing (Ding Yaying)                              | Meaghan Benfeito                  | Szou Mi-ja (Sou Miya)           |
| 10 m szinkron | Ting Ja-jing (Ding Yaying) / Szo Mi-ja (Suo Miya)       | Maria Kurjo / My Phan             | Reisinger Zsófia / Kormos Villő |

## A versenyen részt vevő nemzetek
A Grand Prix-n 16 nemzet 83 sportolója – 40 férfi és 43 nő – vett részt, az alábbi megbontásban:
| Részt vevő nemzetek férfi / nő megbontásban | Részt vevő nemzetek férfi / nő megbontásban | Részt vevő nemzetek férfi / nő megbontásban | Részt vevő nemzetek férfi / nő megbontásban | Részt vevő nemzetek férfi / nő megbontásban | Részt vevő nemzetek férfi / nő megbontásban | Részt vevő nemzetek férfi / nő megbontásban | Részt vevő nemzetek férfi / nő megbontásban | Részt vevő nemzetek férfi / nő megbontásban |
| ------------------------------------------- | ------------------------------------------- | ------------------------------------------- | ------------------------------------------- | ------------------------------------------- | ------------------------------------------- | ------------------------------------------- | ------------------------------------------- | ------------------------------------------- |
| nemzet                                      | F                                           | N                                           | nemzet                                      | F                                           | N                                           | nemzet                                      | F                                           | N                                           |
| Ausztrália                                  | 1                                           | 4                                           | Kanada                                      | 4                                           | 3                                           | Örményország                                | 2                                           | 0                                           |
| Ausztria                                    | 2                                           | 0                                           | Kína                                        | 5                                           | 5                                           | Spanyolország                               | 2                                           | 1                                           |
| Egyiptom                                    | 2                                           | 4                                           | Magyarország                                | 1                                           | 3                                           | Svédország                                  | 2                                           | 4                                           |
| Fehéroroszország                            | 1                                           | 0                                           | Németország                                 | 7                                           | 8                                           | Ukrajna                                     | 1                                           | 5                                           |
| Franciaország                               | 4                                           | 1                                           | Norvégia                                    | 1                                           | 1                                           |                                             |                                             |                                             |
| Hollandia                                   | 0                                           | 3                                           | Olaszország                                 | 5                                           | 1                                           |                                             |                                             |                                             |

F = férfi, N = nő

## Versenyszámok

### Férfiak

#### 3 méteres műugrás
| #   | Ország           | Név                             | Selejtező | Selejtező | Középdöntő | Középdöntő | Középdöntő | Középdöntő | Döntő   | Döntő  |
| #   | Ország           | Név                             | Selejtező | Selejtező | A          | A          | B          | B          | Döntő   | Döntő  |
| #   | Ország           | Név                             | Rangsor   | Pontok    | Rangsor    | Pontok     | Rangsor    | Pontok     | Rangsor | Pontok |
| --- | ---------------- | ------------------------------- | --------- | --------- | ---------- | ---------- | ---------- | ---------- | ------- | ------ |
|     | Németország      | Patrick Hausding                | 1         | 437,85    |            |            | 2          | 440,30     | 1       | 503,50 |
|     | Kína             | Peng Csien-feng (Peng Jianfeng) | 3         | 404,70    |            |            | 1          | 454,30     | 2       | 494,20 |
|     | Kanada           | Philippe Gagné                  | 11        | 356,00    |            |            | 3          | 434,70     | 3       | 450,85 |
| 4   | Olaszország      | Andrea Chiarabini               | 2         | 405,55    | 1          | 420,75     |            |            | 4       | 450,20 |
| 5   | Kanada           | François Imbeau-Dulac           | 6         | 387,35    | 2          | 417,85     |            |            | 5       | 410,35 |
| 6   | Ausztria         | Constantin Blaha                | 12        | 349,30    | 3          | 408,20     |            |            | 6       | 387,80 |
|     |                  |                                 |           |           |            |            |            |            |         |        |
| 7   | Kína             | Liu Cseng-ming (Liu Chengming)  | 7         | 380,95    |            |            | 4          | 426,45     |         |        |
| 8   | Franciaország    | Matthieu Rosset                 | 5         | 390,20    |            |            | 5          | 422,00     |         |        |
| 9   | Németország      | Stephan Feck                    | 4         | 402,05    | 4          | 403,20     |            |            |         |        |
| 10  | Ausztrália       | Joshua Kehagias                 | 8         | 379,70    | 5          | 397,00     |            |            |         |        |
| 11  | Olaszország      | Michele Benedetti               | 9         | 377,50    |            |            | 6          | 393,30     |         |        |
| 12  | Ukrajna          | Oleg Kologyij                   | 10        | 357,50    | 6          | 390,95     |            |            |         |        |
|     |                  |                                 |           |           |            |            |            |            |         |        |
| 13  | Svédország       | Vinko Paradzik                  | 13        | 346,75    |            |            |            |            |         |        |
| 14  | Spanyolország    | Nicolás García Boissier         | 14        | 337,70    |            |            |            |            |         |        |
| 15  | Norvégia         | Espen Valheim                   | 15        | 337,20    |            |            |            |            |         |        |
| 16  | Egyiptom         | Mohab Mohymen Ishak             | 16        | 334,05    |            |            |            |            |         |        |
| 17  | Németország      | Frithjof Seidel                 | 17        | 331,40    |            |            |            |            |         |        |
| 18  | Egyiptom         | Youssef Amr Ezzat               | 18        | 319,40    |            |            |            |            |         |        |
| 19  | Fehéroroszország | Yury Naurozau                   | 19        | 310,80    |            |            |            |            |         |        |
| 20  | Spanyolország    | Alberto Arevalo Alcon           | 20        | 304,70    |            |            |            |            |         |        |
| 21  | Magyarország     | Bóta Botond                     | 21        | 286,90    |            |            |            |            |         |        |
| 22  | Ausztria         | Fabian Brandl                   | 22        | 267,85    |            |            |            |            |         |        |
| 23  | Franciaország    | Gwendal Bisch                   | 23        | 248,90    |            |            |            |            |         |        |
| kz* | Németország      | Martin Wolfram                  |           | 0         |            |            |            |            |         |        |

_____
* kizárva

#### 3 méteres szinkronugrás
| #   | Ország        | Név                                                     | Pontok |
| --- | ------------- | ------------------------------------------------------- | ------ |
|     | Kanada        | François Imbeau-Dulac / Philippe Gagné                  | 418,68 |
|     | Németország   | Stephan Feck / Patrick Hausding                         | 414,63 |
|     | Franciaország | Antoine Catel / Matthieu Rosset                         | 408,63 |
| 4   | Kína          | Hszü Cö-vej (Xu Zewei) / Liu Cseng-ming (Liu Chengming) | 407,85 |
| 5   | Ausztria      | Constantin Blaha / Fabian Brandl                        | 352,26 |
| 6   | Olaszország   | Andrea Chiarabini / Giovanni Tocci                      | 340,14 |
| 7   | Egyiptom      | Mohab Mohymen Ishak / Youssef Amr Ezzat                 | 322,14 |
| kz* | Németország   | Martin Wolfram / Sascha Klein                           | 0      |

_____
* kizárva

#### 10 méteres toronyugrás
| #  | Ország        | Név                        | Selejtező | Selejtező | Középdöntő | Középdöntő | Középdöntő | Középdöntő | Döntő   | Döntő  |
| #  | Ország        | Név                        | Selejtező | Selejtező | A          | A          | B          | B          | Döntő   | Döntő  |
| #  | Ország        | Név                        | Rangsor   | Pontok    | Rangsor    | Pontok     | Rangsor    | Pontok     | Rangsor | Pontok |
| -- | ------------- | -------------------------- | --------- | --------- | ---------- | ---------- | ---------- | ---------- | ------- | ------ |
|    | Kína          | Jang Csien (Yang Jian)     | 2         | 492,25    | 1          | 525,05     |            |            | 1       | 523,40 |
|    | Franciaország | Benjamin Auffret           | 3         | 473,90    |            |            | 1          | 491,10     | 2       | 512,70 |
|    | Kanada        | Vincent Riendeau           | 5         | 443,60    |            |            | 2          | 464,25     | 3       | 464,25 |
| 4  | Kína          | Taj Hsziao-hu (Tai Xiaohu) | 1         | 501,20    |            |            | 3          | 428,00     | 4       | 464,10 |
| 5  | Örményország  | Vladimir Harutyunyan       | 8         | 379,20    | 3          | 432,45     |            |            | 5       | 445,25 |
| 6  | Németország   | Timo Barthel               | 4         | 463,15    | 2          | 455,10     |            |            | 6       | 427,10 |
|    |               |                            |           |           |            |            |            |            |         |        |
| 7  | Svédország    | Jesper Tolvers             | 9         | 365,05    |            |            | 4          | 412,15     |         |        |
| 8  | Kanada        | Maxim Bouchard             | 7         | 404,70    |            |            | 5          | 397,10     |         |        |
| 9  | Olaszország   | Maicol Verzotto            | 12        | 317,50    | 4          | 394,00     |            |            |         |        |
| 10 | Örményország  | Lev Sargsyan               | 11        | 326,50    |            |            | 6          | 393,90     |         |        |
| 11 | Németország   | Dominik Stein              | 6         | 407,75    | 5          | 386,55     |            |            |         |        |
| 12 | Norvégia      | Espen Valheim              | 10        | 341,25    | 6          | 370,45     |            |            |         |        |
|    |               |                            |           |           |            |            |            |            |         |        |
| 13 | Egyiptom      | Mohab Mohymen Ishak        | 13        | 298,40    |            |            |            |            |         |        |
| 14 | Egyiptom      | Youssef Amr Ezzat          | 14        | 291,75    |            |            |            |            |         |        |
| 15 | Olaszország   | Mattia Placidi             | 15        | 278,20    |            |            |            |            |         |        |

#### 10 méteres szinkronugrás
| #   | Ország       | Név                                                 | Pontok |
| --- | ------------ | --------------------------------------------------- | ------ |
|     | Kína         | Hszü Cö-vej (Xu Zewei) / Taj Hsziao-hu (Tai Xiaohu) | 461,58 |
|     | Kanada       | Philippe Gagné / Vincent Riendeau                   | 411,48 |
|     | Németország  | Timo Barthel / Dominik Stein                        | 395,37 |
| 4   | Örményország | Vladimir Harutyunyan / Lev Sargsyan                 | 358,20 |
| kz* | Németország  | Sascha Klein / Patrick Hausding                     | 0      |

_____
* kizárva

### Nők

#### 3 méteres műugrás
| #  | Ország        | Név                         | Selejtező | Selejtező | Középdöntő | Középdöntő | Középdöntő | Középdöntő | Döntő   | Döntő  |
| #  | Ország        | Név                         | Selejtező | Selejtező | A          | A          | B          | B          | Döntő   | Döntő  |
| #  | Ország        | Név                         | Rangsor   | Pontok    | Rangsor    | Pontok     | Rangsor    | Pontok     | Rangsor | Pontok |
| -- | ------------- | --------------------------- | --------- | --------- | ---------- | ---------- | ---------- | ---------- | ------- | ------ |
|    | Kína          | Ho Hsziao-csie (He Xiaojie) | 1         | 338,15    |            |            | 1          | 339,75     | 1       | 354,90 |
|    | Kanada        | Jennifer Abel               | 3         | 331,45    |            |            | 3          | 321,30     | 2       | 328,05 |
|    | Kína          | Csen Ji-ven (Chen Yiwen)    | 2         | 333,80    | 1          | 332,10     |            |            | 3       | 327,60 |
| 4  | Hollandia     | Uschi Freitag               | 6         | 303,30    | 3          | 305,05     |            |            | 4       | 320,10 |
| 5  | Németország   | Tina Punzel                 | 4         | 323,15    | 2          | 324,75     |            |            | 5       | 311,10 |
| 6  | Kanada        | Pamela Ware                 | 5         | 308,15    |            |            | 2          | 322,45     | 6       | 304,00 |
|    |               |                             |           |           |            |            |            |            |         |        |
| 7  | Ukrajna       | Olena Fedorova              | 9         | 275,90    |            |            | 4          | 304,70     |         |        |
| 8  | Ausztrália    | Anabelle Smith              | 7         | 294,55    |            |            | 5          | 300,65     |         |        |
| 9  | Ukrajna       | Hanna Piszmenszka           | 11        | 258,10    |            |            | 6          | 291,00     |         |        |
| 10 | Svédország    | Daniela Nero                | 10        | 261,05    | 4          | 280,00     |            |            |         |        |
| 11 | Hollandia     | Inge Jansen                 | 8         | 278,00    | 5          | 278,40     |            |            |         |        |
| 12 | Magyarország  | Gondos Flóra                | 12        | 251,60    | 6          | 215,20     |            |            |         |        |
|    |               |                             |           |           |            |            |            |            |         |        |
| 13 | Spanyolország | Rocio Velazquez             | 13        | 239,40    |            |            |            |            |         |        |
| 14 | Egyiptom      | Maha Khaled Eissa           | 14        | 238,80    |            |            |            |            |         |        |
| 15 | Németország   | Friederike Freyer           | 15        | 236,55    |            |            |            |            |         |        |
| 16 | Ausztrália    | Georgia Sheehan             | 16        | 234,80    |            |            |            |            |         |        |
| 17 | Egyiptom      | Habiba Ashraf Kamal         | 17        | 215,35    |            |            |            |            |         |        |
| 18 | Svédország    | Frida Källgren              | 18        | 215,10    |            |            |            |            |         |        |

#### 3 méteres szinkronugrás
| # | Ország       | Név                                                     | Pontok |
| - | ------------ | ------------------------------------------------------- | ------ |
|   | Kína         | Ho Hsziao-csie (He Xiaojie) / Csen Csia-jü (Chen Jiayu) | 314,40 |
|   | Hollandia    | Uschi Freitag / Inge Jansen                             | 299,10 |
|   | Kanada       | Pamela Ware / Jennifer Abel                             | 285,24 |
| 4 | Németország  | Saskia Oettinghaus / Louisa Stawczynski                 | 271,41 |
| 5 | Magyarország | Gondos Flóra / Kormos Villő                             | 260,97 |
| 6 | Egyiptom     | Habiba Ashraf Kamal / Maha Abdelsalam Gouda             | 243,99 |

#### 10 méteres toronyugrás
| #  | Ország        | Név                        | Selejtező | Selejtező | Középdöntő | Középdöntő | Középdöntő | Középdöntő | Döntő   | Döntő  |
| #  | Ország        | Név                        | Selejtező | Selejtező | A          | A          | B          | B          | Döntő   | Döntő  |
| #  | Ország        | Név                        | Rangsor   | Pontok    | Rangsor    | Pontok     | Rangsor    | Pontok     | Rangsor | Pontok |
| -- | ------------- | -------------------------- | --------- | --------- | ---------- | ---------- | ---------- | ---------- | ------- | ------ |
|    | Kína          | Ting Ja-jing (Ding Yaying) | 1         | 356,80    |            |            | 1          | 353,55     | 1       | 378,05 |
|    | Kanada        | Meaghan Benfeito           | 3         | 337,85    |            |            | 2          | 350,90     | 2       | 371,30 |
|    | Kína          | Szou Mi-ja (Sou Miya)      | 2         | 355,50    | 1          | 342,20     |            |            | 3       | 346,95 |
| 4  | Ukrajna       | Julija Prokopcsuk          | 4         | 335,40    | 3          | 307,40     |            |            | 4       | 303,45 |
| 5  | Olaszország   | Bátki Noémi                | 10        | 277,00    | 2          | 322,30     |            |            | 5       | 301,00 |
| 6  | Ausztrália    | Brittany Broben            | 7         | 289,65    |            |            | 3          | 343,00     | 6       | 283,65 |
|    |               |                            |           |           |            |            |            |            |         |        |
| 7  | Németország   | Maria Kurjo                | 5         | 301,35    |            |            | 4          | 319,65     |         |        |
| 8  | Németország   | Elena Wassen               | 11        | 274,55    |            |            | 5          | 288,25     |         |        |
| 9  | Hollandia     | Celine van Duijn           | 9         | 277,30    |            |            | 6          | 281,75     |         |        |
| 10 | Magyarország  | Kormos Villő               | 8         | 288,30    | 4          | 272,25     |            |            |         |        |
| 11 | Ukrajna       | Hanna Krasznoslik          | 6         | 291,90    | 5          | 255,00     |            |            |         |        |
| 12 | Svédország    | Ellen Ek                   | 12        | 273,70    | 6          | 252,15     |            |            |         |        |
|    |               |                            |           |           |            |            |            |            |         |        |
| 13 | Ausztrália    | Annarose Keating           | 13        | 271,45    |            |            |            |            |         |        |
| 14 | Franciaország | Laura Marino               | 14        | 271,10    |            |            |            |            |         |        |
| 15 | Magyarország  | Reisinger Zsófia           | 15        | 268,50    |            |            |            |            |         |        |
| 16 | Egyiptom      | Maha Abdelsalam Gouda      | 16        | 258,05    |            |            |            |            |         |        |
| 17 | Németország   | My Phan                    | 17        | 254,25    |            |            |            |            |         |        |
| 18 | Norvégia      | Anne Vilde Tuxen           | 18        | 241,25    |            |            |            |            |         |        |
| 19 | Németország   | Christina Wassen           | 19        | 230,55    |            |            |            |            |         |        |
| 20 | Svédország    | Isabelle Svantesson        | 20        | 210,90    |            |            |            |            |         |        |
| 21 | Egyiptom      | Habiba Ashraf Kamal        | 21        | 207,10    |            |            |            |            |         |        |

#### 10 méteres szinkronugrás
| #   | Ország       | Név                                               | Pontok |
| --- | ------------ | ------------------------------------------------- | ------ |
|     | Kína         | Ting Ja-jing (Ding Yaying) / Szo Mi-ja (Suo Miya) | 341,04 |
|     | Németország  | Maria Kurjo / My Phan                             | 294,33 |
|     | Magyarország | Reisinger Zsófia / Kormos Villő                   | 283,86 |
| 4   | Ukrajna      | Hanna Krasznoslik / Viktorija Szafonova           | 273,81 |
| 5   | Svédország   | Isabelle Svantesson / Ellen Ek                    | 205,80 |
| kz* | Németország  | Tina Punzel / Christina Wassen                    | 283,14 |

_____
* kizárva